# Neoclytus beltianus
Neoclytus beltianus är en skalbaggsart som beskrevs av Bates 1885. Neoclytus beltianus ingår i släktet Neoclytus och familjen långhorningar.
Artens utbredningsområde är:
- Costa Rica.
- Nicaragua.

Inga underarter finns listade i Catalogue of Life.